# Avoiuli
Avoiuli (del raga avoi 'charlar sobre' y uli 'dibujar' o 'pintar') es un sistema de escritura utilizado por el movimiento indígena Turaga en la Isla de Pentecostés, en Vanuatu. Fue ideado por el jefe Viraleo Boborenvanua por un periodo de 14 años, basado en los diseños de los dibujos de arena tradicionales, y destinado como alternativa nativa al alfabeto latino. Es utilizado principalmente para escribir en el área nativa del idioma raga, a pesar de que también puede ser utilizado para otras lenguas tales como el apma, bislama e inglés.

## Características
El alfabeto avoiuli comprende los caracteres equivalentes a las letras de la A a la Z, números decimales y otros símbolos, incluyendo una variedad de símbolos de moneda que representan el livatu e ítems específicos de valor tradicional como cerdos y esteras teñidas. Al igual que la ortografía occidental utilizada para escribir en raga,  representa la nasal velar ng y la consonante prenasalizada ngg utilizando formas modificadas de las letras n y g respectivamente, pero representa la consonantes labiovelar bw, mw y vw utilizando dígrafos. A pesar de que en algunos respeta  es una imitación relativamente sincera  del alfabeto latino, Avoiuli tiene unas cuantas características distintivas.
Como los dibujos de arena encima cuál  está basado, Avoiuli las palabras están diseñadas para ser formados en un golpe solo. El guion puede ser escrito cualquier izquierdo-a-correcto o correcto-a-izquierdo (con las formas de letra invirtieron, aunque la mayoría es simétrica en todo caso). Está pretendido para ser escrito en boustrophedon estilo, con líneas alternas de izquierdos-a-correctos y correctos-a-escritura izquierda, pero  es común para él para seguir el izquierdo-a-convención correcta del guion latino. 
Mayúsculas en Avoiuli es similar a lowercase pero está ampliado y dibujado alrededor de un + shaped 'marco', una característica también vista en dibujos de arena tradicional. Las mayúsculas no son utilizadas mucho en escritura diaria.
Los estudiantes aprenden a escribir en Avoiuli en la escuela tradicional Turaga en Lavatmanggemu en noreste de Pentecostés, y en afiliado 'escuelas hechas de encargo', pagando costes escolares sustanciales para el privilegio. El avoiuli también es utilizado por el Banco Tangbunia para llevar sus registros.

## Letras

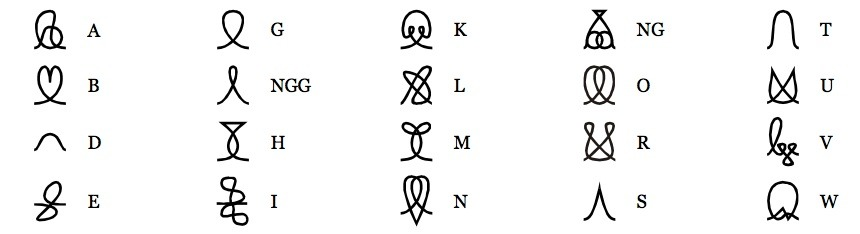
Letras del alfabeto

Las letras de Avoiuli guion. En el latino oficial orthography, el 'NG' y 'NGG' mostrado aquí está escrito ⟨N̄⟩ y ⟨Ḡ⟩. El Avoiuli dígrafos 'BW', 'VW' y  "MW' paralelo la convención latina. Hay letras para transliterar el resto del guion latino básico, así como vocales adicionales para otras lenguas de Vanuatu.

## Dígitos

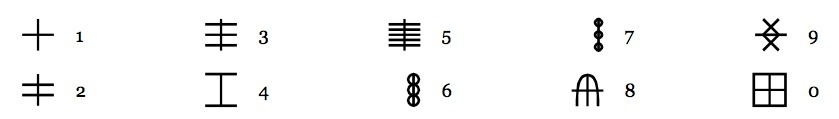
Números en avoiuli, del 0 al 9

Los dígitos del alfabeto avoiuli. También hay dígitos para números más altos.